# Cecilio Valverde
Cecilio Valverde Mazuelas (Córdoba, 27 de junio de 1927-Madrid, 11 de junio de 2001) fue un político y abogado español que fue presidente del Senado entre 1979 y 1982.

## Biografía
Nació en Córdoba. Estudió el bachillerato en el Colegio de La Salle de su ciudad natal. Obtuvo la licenciatura de Derecho en 1948 tras pasar por la Universidad Central de Madrid. Posteriormente trabajó de abogado en diferentes bufetes en Córdoba, Sevilla, Granada y Madrid.
Dirigente del movimiento de Cursillos de Cristiandad en Córdoba, en 1961 se desplazó a la archidiócesis de Antioquía (Colombia) para implantar allí estos cursillos. 
Secretario del Colegio de Abogados de Córdoba (1962-1966) fue también miembro del Consejo de Administración de la Caja Provincial de Ahorros de Córdoba. 
Desempeñó el cargo de presidente del senado entre el 27 de marzo de 1979 y el 31 de agosto de 1982.
El 1 de mayo de 1980, siendo Presidente del Senado y senador por la provincia de Córdoba, es colocada en la puerta de su domicilio en Córdoba una falsa bomba, atribuyéndosela los Grupos Armados 28 de Febrero (GAVF).
Murió en 2001 en su residencia de Madrid. Casado, tuvo nueve hijos.

## Actividad política
Su actividad política comenzó en 1976, participando en la fundación del Partido Socialista Liberal Andaluz, que se integraría posteriormente en la Unión de Centro Democrático. Fue miembro del Consejo Político de UCD en el primer Congreso Nacional del Partido, miembro del Comité Ejecutivo de UCD por elección en el II Congreso Nacional del Partido así como miembro del Comité Ejecutivo Regional Andaluz de UCD. 
En las elecciones generales de 1977 fue elegido senador en representación de la provincia de Córdoba, siendo miembro de varias comisiones (vocal de la Comisión de Justicia e Interior desde el 17 de noviembre de 1977 hasta el 2 de enero de 1979; miembro de la Comisión de Incompatibilidades entre el 2 de agosto de 1977 y el 2 de enero de 1979; miembro de la Comisión de Suplicatorios del 17 de noviembre de 1977 hasta el 2 de enero de 1979; miembro de la Comisión Especial de Autonomías del 22 de febrero de 1978 hasta el 2 de enero de 1979). Tras ser reelegido en las elecciones generales de 1979 fue nombrado en marzo de aquel año Presidente del Senado, cargo que ocupó hasta el final de la I Legislatura, momento en el cual abandonó la política activa.
Falleció el 11 de junio de 2001 en Madrid. Sus restos recibieron sepultura el día siguiente en el cementerio del Pardo.

## Distinciones
- Gran cruz de la Orden del Congreso (Colombia).
- Gran cruz de la Orden de San Carlos (Colombia).
- Gran cruz de Oro de Austria.
- Caballero gran cruz de la Orden al Mérito de la República Italiana.
- Caballero gran cruz de la Orden de Carlos III (2000).[6]